# Katastrofa lotnicza pod Piasecznem
Katastrofa lotnicza pod Piasecznem – katastrofa dziesięciomiejscowego samolotu pasażerskiego PLL LOT Lockheed Electra lecącego z Krakowa do Warszawy, która wydarzyła się 11 listopada 1937 roku około godziny 16:43, w pobliżu wsi Mysiadło opodal Piaseczna pod Warszawą.
Samolot należał do partii czterech egzemplarzy zakupionych przez LOT na początku 1936 roku. Pilotowany był przez Mieczysława Witkowskiego, jednego z najbardziej doświadczonych pilotów lotnictwa pasażerskiego w przedwojennej Polsce, zwanego, ze względu na liczbę przelecianych kilometrów „milionerem powietrznym”.

## Przebieg wydarzeń
Samolot wystartował z Krakowa o godz. 14:20 i oczekiwany był w Warszawie przed 15:30. Warunki atmosferyczne nad Warszawą były złe – podstawa chmur wynosiła 30 metrów a widzialność około 400 metrów, padał gęsty deszcz. Nad lotnisko warszawskie nadleciał wówczas samolot rumuński, lecący ze Lwowa, i ze względu na kończące się paliwo pierwszy przystąpił do lądowania. Z powodu braku widoczności samoloty musiały lądować na ślepo korzystając z radiogoniometrów. Po wylądowaniu samolotu rumuńskiego samolot z Krakowa przystąpił do lądowania o godz 15:45. Z powodu pogorszenia się widoczności kierownik ruchu lotniska warszawskiego nakazał przerwanie lądowania i odlot do Poznania. Jednak lotnisko poznańskie zawiadomiło o nagłym pogorszeniu się pogody i braku warunków do lądowania. Tymczasem na lotnisku w Warszawie podstawa chmur zwiększyła się do 40 metrów, a pole widzenia wzrosło do 700 i następnie 800 metrów. O godz. 16:18 pilot Witkowski rozpoczął więc drugi nalot na stację goniometryczną. O 16:22 zameldował, że leci na wysokości 600 metrów. Pole widzenia w okolicach lotniska wzrosło wówczas do 2000 metrów. O 16:30 pilot podał, że zgodnie z procedurą robi zakręt na wysokości 350 metrów i zaczął obniżać lot do 150 metrów. W odległość 15 kilometrów od lotniska leciał na wysokości 100 metrów, zmniejszył prędkość i zaczął wypuszczać podwozie. Pilot Witkowski dał wtedy znać radiomechanikowi Zygmuntowi Bluszczowi, że wysokościomierz nie pracuje prawidłowo. Następnie o 16:38 dostał z lotniska polecenie lotu na wysokości 100 metrów, na co odpowiedział, że znajduje się na 60 metrach. Z nieznanych powodów samolot zboczył wówczas w kierunku wschodnim, co pilot starał się skorygować. O 16:43 łączność z samolotem się urwała.
W trakcie lądowania pasażerowie najpierw otrzymali polecenie zaprzestania palenia, następnie zauważyli w kabinie pilota światełko kontrolne oznaczające podchodzenie do lądowania, w końcu pilot poprosił pasażerów o zachowanie spokoju. W tym momencie nastąpiły dwa silne wstrząsy i oślepiający błysk.
Dolatując do drogi z Piaseczna do Warszawy samolot natrafił nagle na drewniane słupy sieci elektrycznej wysokiego napięcia. Na wysokości 8 metrów przy prędkości 200 km/h uderzył lewym skrzydłem w słup, ścinając jego wierzchołek i tracąc końcówkę skrzydła. Następnie zawadził usterzeniem o przewody, zrywając je, wywołując wyładowanie elektryczne i uszkadzając stery. Samolot upadł na prawe skrzydło, które zostało zdruzgotane. Oderwany silnik odleciał na kilkadziesiąt metrów w bok. Przód samolotu wbił się w ziemię, oderwany kadłub znalazł się około 50 metrów od niego. Komisja badająca wypadek ustaliła, że pilot Witkowski zdążył zamknąć dopływ paliwa do silników, co zapobiegło wybuchowi.

## Akcja ratunkowa
Ratowaniem rannych pasażerów zajął się najpierw radiomechanik Bluszcz, sam też poszkodowany. Szybko na miejscu katastrofy pojawili się mieszkańcy wsi Mysiadło, którzy zatrzymawszy jadący do Piaseczna autobus poprosili o zawiadomienie o wypadku władz i wezwanie pomocy. W rezultacie kilkanaście minut po wypadku przybył lekarz z Piaseczna. Przypadkiem pojawiła się w miejscu katastrofy kompania czołgów wracających z Warszawy z defilady z okazji Narodowego Święta Niepodległości, z której żołnierze przystąpili do udzielenia pomocy. Dopiero po godzinie, z powodu rozmiękłych dróg, dotarły karetki pogotowia ratunkowego z Warszawy.
Podczas akcji ratunkowej „nie zaginął ani jeden drobiazg i wszyscy pasażerowie otrzymali swe bagaże nienaruszone”

## Przyczyny katastrofy
Badania komisji powołanej do ustalenia przyczyn katastrofy skupiły się na różnicy między sprawozdaniami o wysokości lotu podawanymi przez samolot do wieży kontrolnej a faktyczną wysokością ośmiu metrów, na której nastąpiło uderzenie skrzydłem o słup sieci elektrycznej. Obaj członkowie załogi, pilot Witkowski oraz radiomechanik Bluszcz zeznawali, że w ostatniej fazie lotu oba wysokościomierze ciśnieniowe podawały stale wysokość 60 metrów. Wydawało się jednak mało prawdopodobne, by oba wysokościomierze uległy jednocześnie identycznej usterce. Stwierdzono, że wysokościomierze były sprawne. Wysuwano hipotezę, że gwałtowne zmiany pogody podczas lądowania były związane z szybkimi zmianami ciśnienia atmosferycznego na trasie, co spowodowało, że ciśnieniowe wysokościomierze nie wskazywały prawidłowej wysokości. Komisja uznała ostatecznie, że pilot prawdopodobnie nie ustawił wysokościomierzy na właściwe ciśnienie. Ponadto w miejscu katastrofy podstawa chmur nie wynosiła 40 metrów jak na lotnisku, lecz tylko 25 metrów. W trudnych warunkach atmosferycznych pilot Witkowski uległ zdenerwowaniu i nie polegając na danych goniometrycznych dążył do uzyskania kontaktu wzrokowego z ziemią, przez co znalazł się „poniżej wysokości wymaganej przepisami określającymi warunki lądowania na ZZ” (na ślepo) i nastąpiła kolizja ze słupami energetycznymi o wysokości 6 metrów, znajdującymi się jednak na trasie lądowania na podwyższeniu terenu.
Według innych źródeł przyczyna tej katastrofy była inna – autor książki był przy radiowym goniometrze na lotnisku Okęcie. Kpt. Witkowski, zgodnie z procedurą lądowania „ZZ”, otrzymał sygnał „słyszymy wasze motory”, co oznaczało bezpośrednią bliskość samolotu względem pasa startowego. Zgodnie z procedurą kapitan obniżył pułap lotu według wysokościomierza do 80 metrów. Tymczasem hałas („słyszymy wasze motory”) był wynikiem przejazdu kolumny czołgów wracających nieopodal lotniska Okęcie z defilady 11 listopada. Samo w sobie obniżenie pułapu do 80 metrów nie spowodowałoby katastrofy, gdyby nie odłączony przewód czujnika ciśnienia statycznego. W wyniku odłączenia tego przewodu i odsunięcia okna bocznego w kabinie (w celach nawigacyjnych) wysokościomierze wykazywały zawyżoną wartość wysokości lotu samolotu nad terenem. W efekcie samolot zderzył się z przeszkodami terenowymi i uległ zniszczeniu. Po przeprowadzonym dochodzeniu kpt. Witkowski został oczyszczony z zarzutów i po leczeniu dopuszczony do latania.

## Ofiary
W wyniku katastrofy ponieśli śmierć pasażerowie siedzący z tyłu samolotu, gdyż przednia część do miejsca połączenia kadłuba ze skrzydłami jako mocniejsza ocalała. Na miejscu lub przed dotarciem do szpitala stracili życie pasażerowie: Janina Maria Kostanecka, córka przemysłowca Jana Gotliba Blocha i żona byłego przewodniczącego PAU oraz byłego rektora Uniwersytetu Jagiellońskiego Kazimierza Kostaneckiego, ich syn dr Jan Kostanecki, docent ekonomii Uniwersytetu Jagiellońskiego, Jerzy Gablenz, przemysłowiec i muzyk z Krakowa, oraz obywatel Szwecji o nazwisku Bergrin z firmy SKF. Rannych zostało osiem osób, wśród nich Kazimierz Pelczar, profesor patologii ogólnej na Uniwersytecie Stefana Batorego w Wilnie, Pelagia Potocka, córka Franciszka Potockiego, oraz obaj członkowie załogi: Mieczysław Witkowski doznał otwartego złamania kości podudzia, a Zygmunt Bluszcz ran głowy i twarzy oraz ogólnych potłuczeń.

## Podobne katastrofy
Katastrofa pod Piasecznem była trzecią kolejną katastrofą samolotu Lockheed L-10 Electra w barwach PLL LOT. 1 grudnia 1936 roku pod Malakasą w pobliżu Aten miała miejsce katastrofa identycznego samolotu pilotowanego przez Józefa Bargiela, zaś 28 grudnia 1936 roku wydarzyła się katastrofa pod Suścem.